# Monastero di Tengboche
Il monastero di Tengboche o monastero Thyangboche , conosciuto anche come Dawa Choling Gompa, situato nel villaggio di Tengboche a Khumjung nella regione di Khumbu nel Nepal orientale è un monastero buddista tibetano della comunità Sherpa.
Situato a 3867 metri, il monastero è il più grande gompa nella regione di Khumbu in Nepal.
Fu costruito nel 1916 dal Lama Gulu con forti collegamenti con il monastero madre conosciuto come monastero Rongbuk in Tibet.
Sebbene nel 1934 fosse distrutto da un terremoto fu subito ricostruito.
Nel 1989 fu nuovamente distrutto da un incendio e dopo ricostruito con l'aiuto di volontari e assistenza internazionale.
Il monastero Tengboche è situato tra il parco nazionale di Sagarmatha (patrimonio dell'umanità UNESCO), gode della visione dei monti dell'Hymalaya, tra cui il Tawache, l'Everest, Nuptse, Lhotse, Ama Dablam, e Thamserku.
Tengboche è anche il punto finale del progetto del sentiero dei siti sacri del parco nazionale di Sagarmatha per gli appassionati di escursionismo
È un sentiero circolare  che incontra 10 monasteri.

Monastero di Tengboche
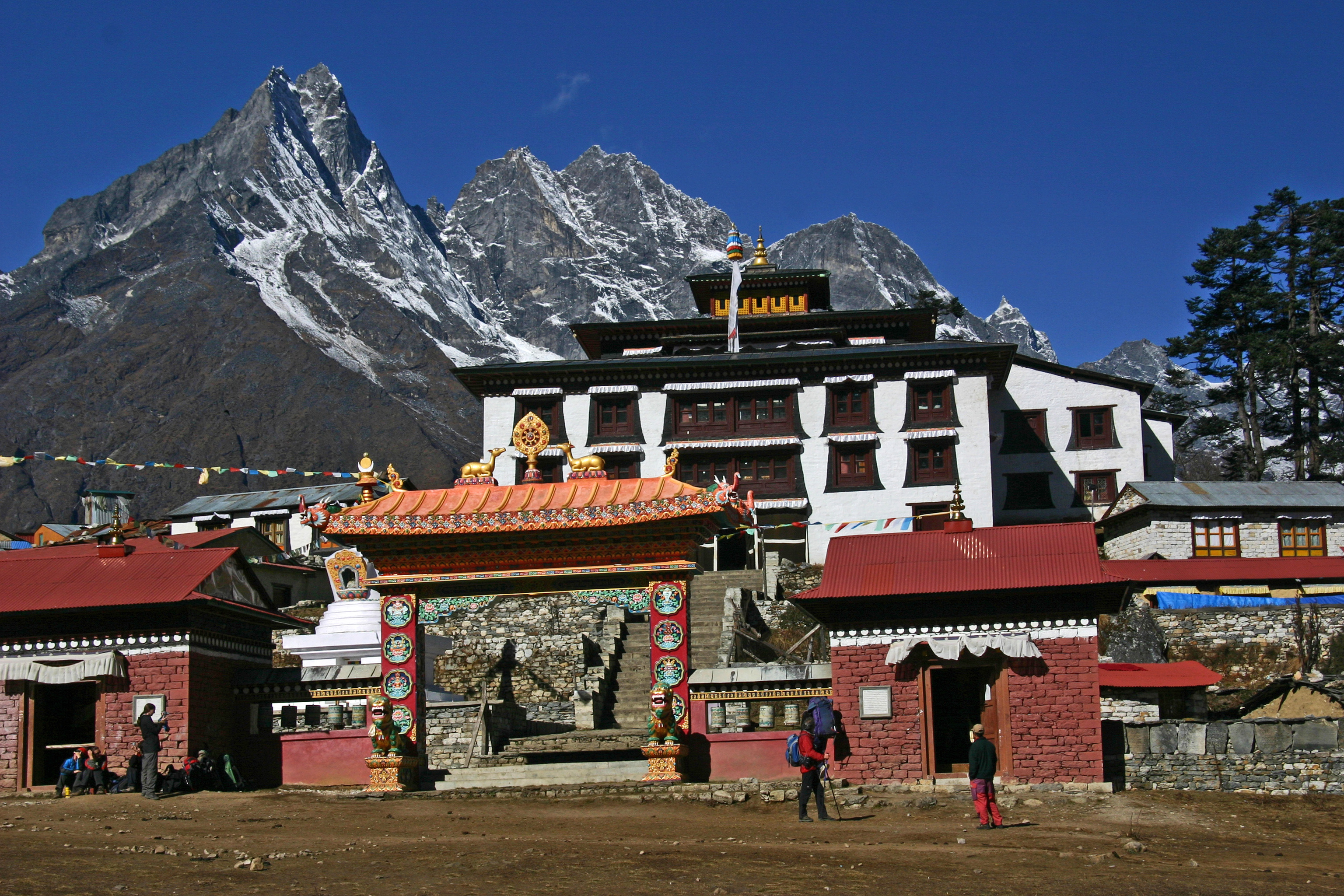
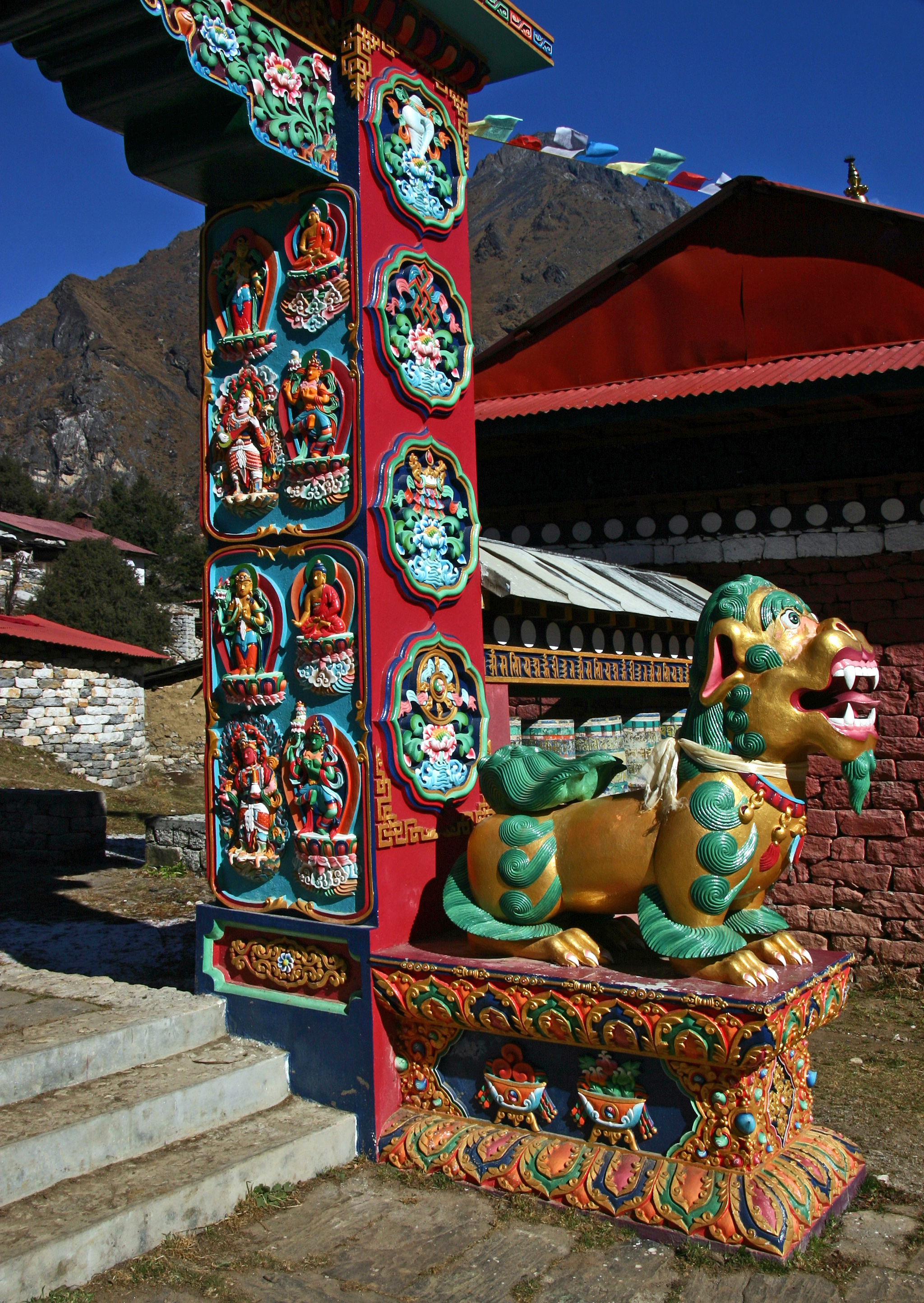
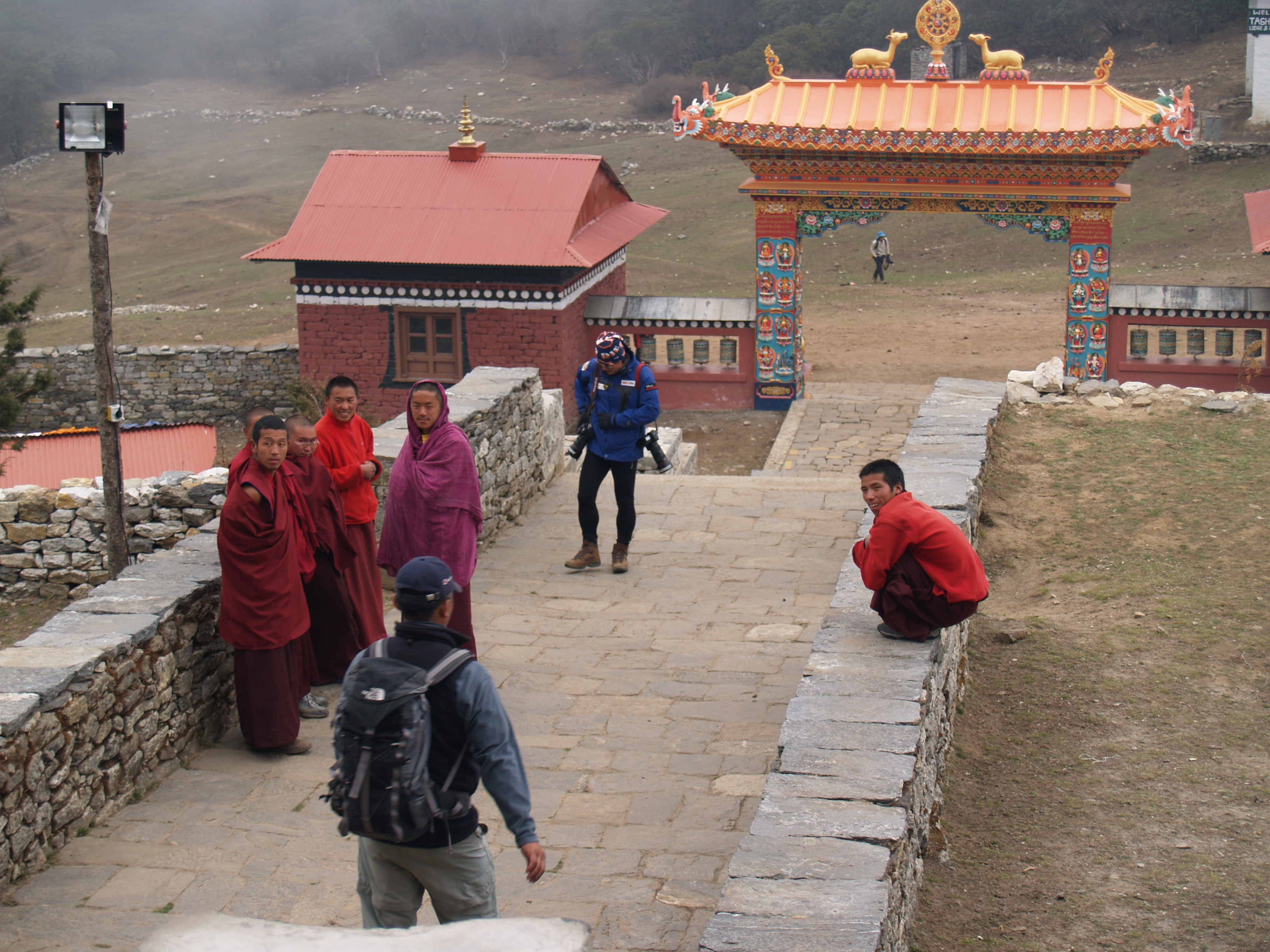
Monaci all'entrata del Monastero
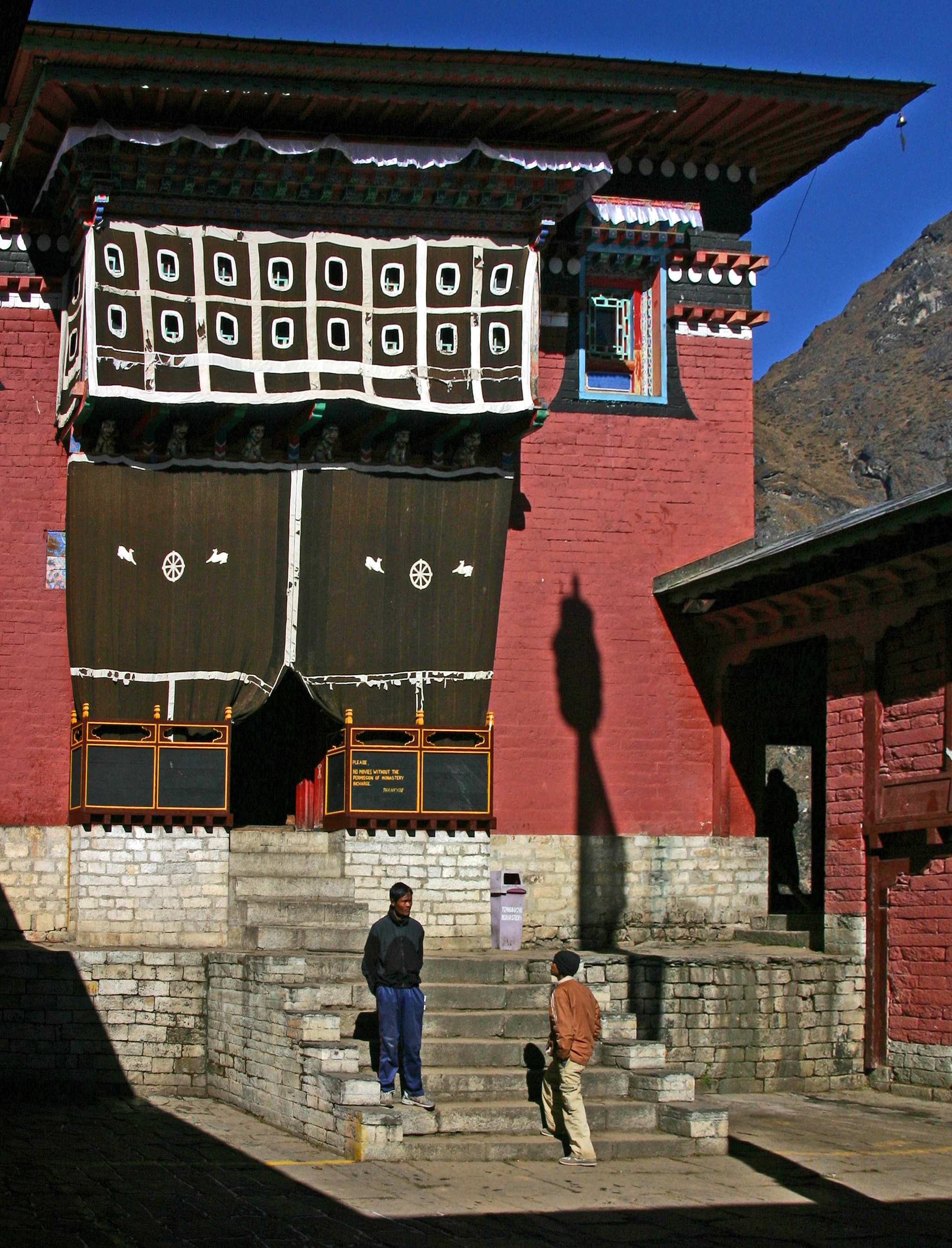
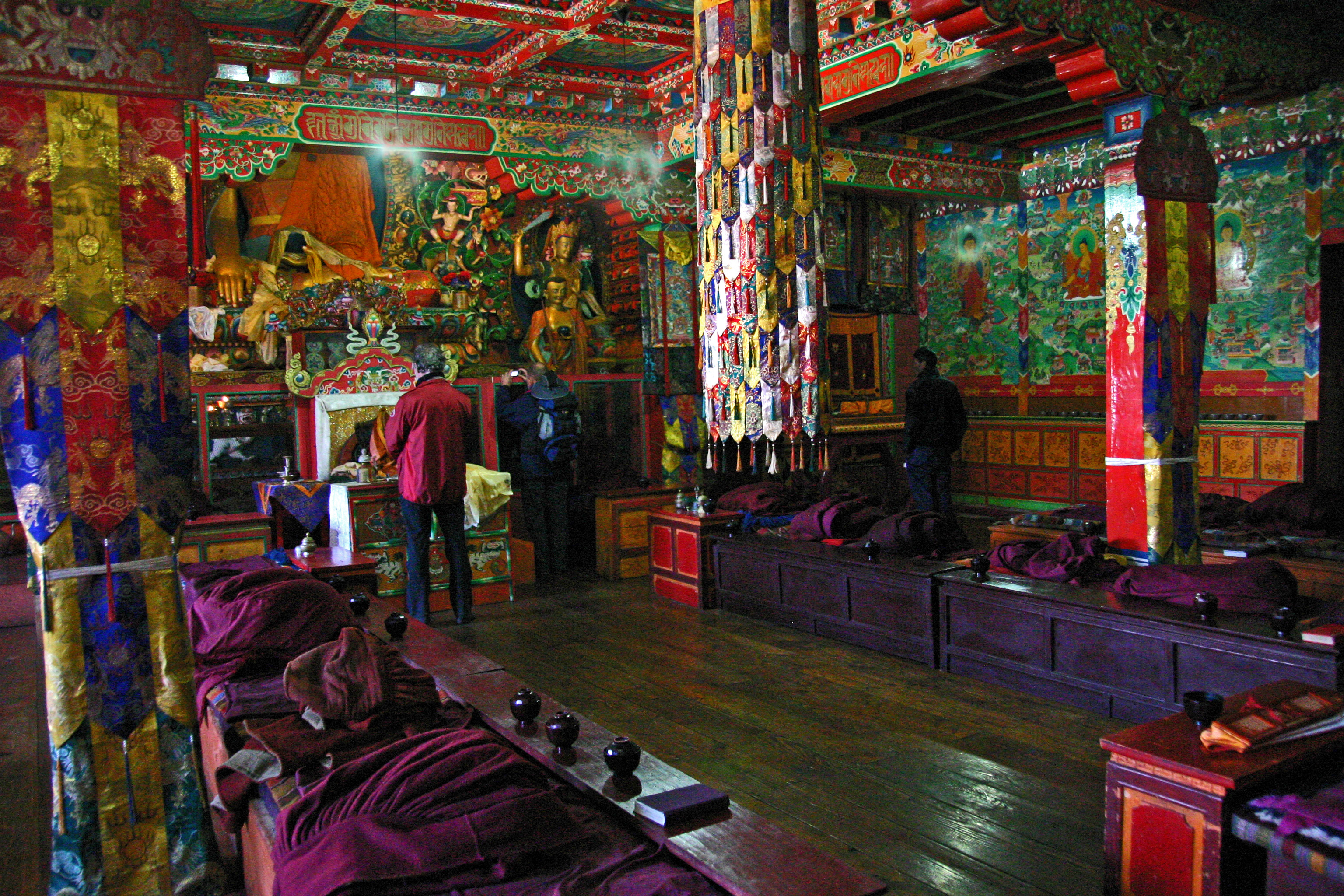
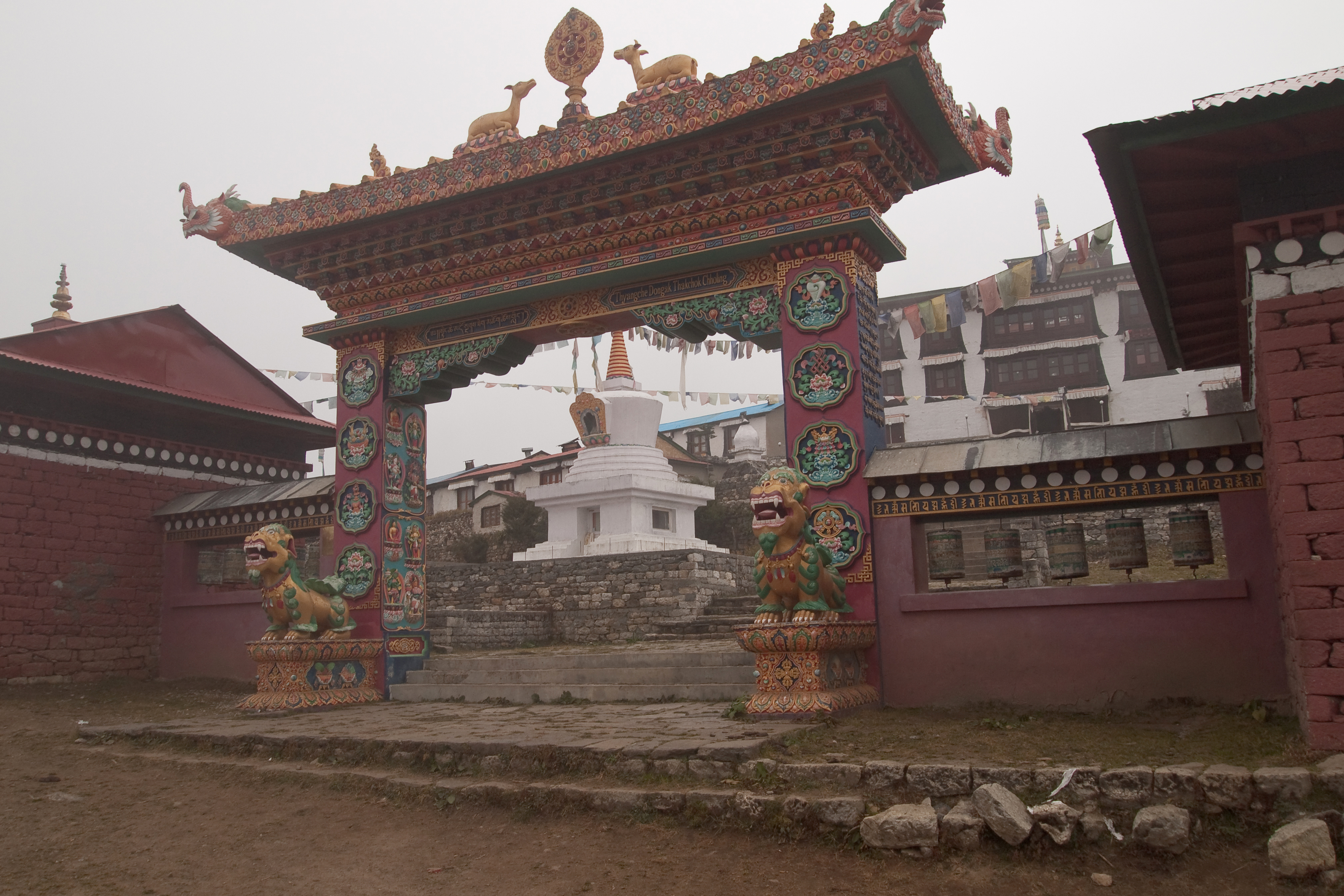
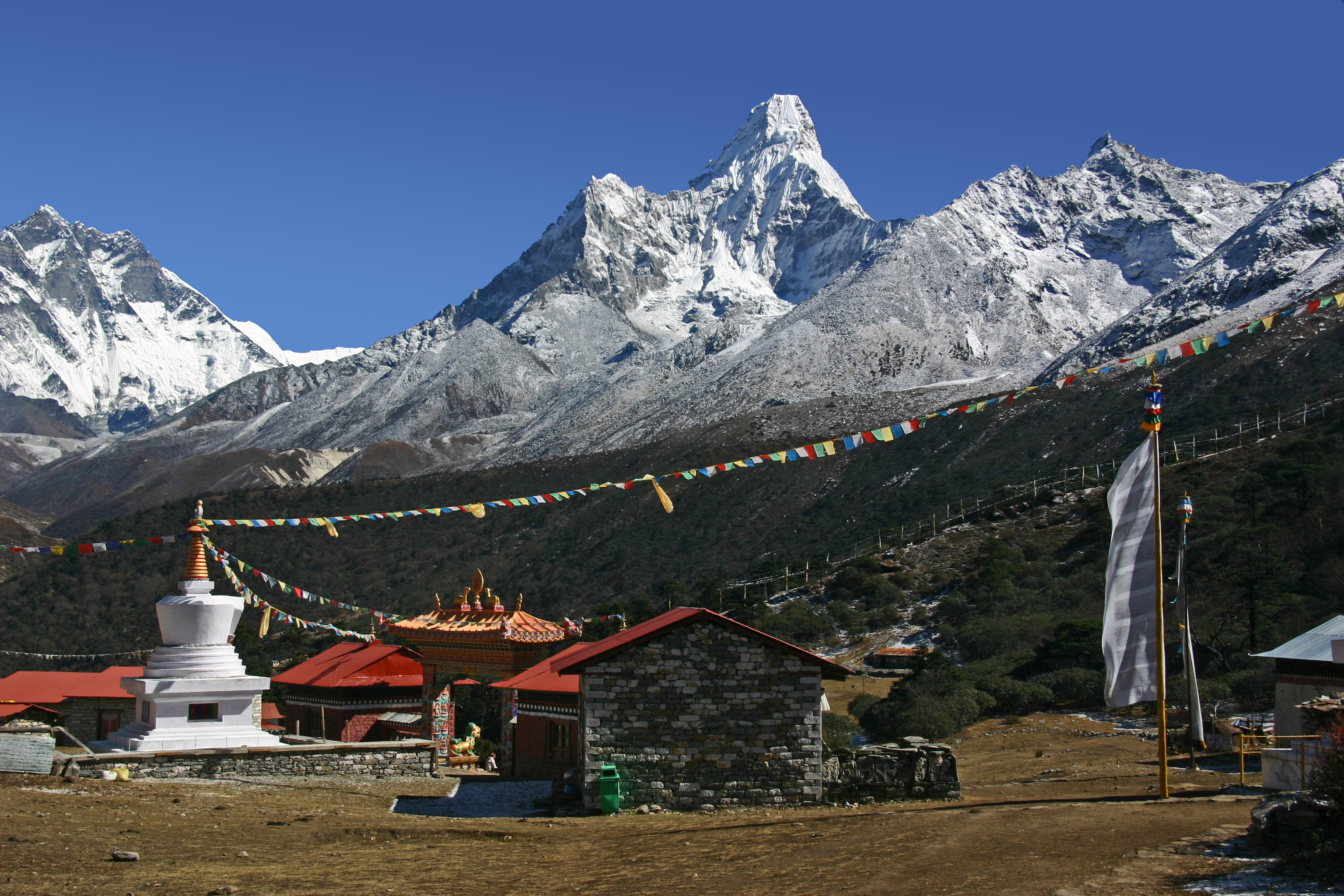
Lhotse e Ama Dablam